# Kvalifikace na Mistrovství světa ve fotbale 2002 (UEFA) – skupina 2
Zápasy této kvalifikační skupiny na Mistrovství světa ve fotbale 2002 se konaly v letech 2000 a 2001. Ze šesti účastníků si postup na závěrečný turnaj vybojoval vítěz skupiny. Celek na druhém místě hrál mezikontinentální baráž.

## Tabulka
| Tým         | Z  | V | R | P  | GV | GI | +/- | B  |
| ----------- | -- | - | - | -- | -- | -- | --- | -- |
| Portugalsko | 10 | 7 | 3 | 0  | 33 | 7  | 26  | 24 |
| Irsko       | 10 | 7 | 3 | 0  | 23 | 5  | 18  | 24 |
| Nizozemsko  | 10 | 6 | 2 | 2  | 30 | 9  | 21  | 20 |
| Estonsko    | 10 | 2 | 2 | 6  | 10 | 26 | -16 | 8  |
| Kypr        | 10 | 2 | 2 | 6  | 13 | 31 | -18 | 8  |
| Andorra     | 10 | 0 | 0 | 10 | 5  | 36 | -31 | 0  |

## Zápasy
| 16. srpna 2000  |          |                                                                             |                                 |
| Estonsko        | 1 – 0    | Andorra                                                                     | Kadriorg, Tallinn diváci: 1 600 |
| Martin Reim 66' | (Report) | Emiliano Gonzalez 36' Ildefons Lima 43' Robert Alonso 62' Manel Jimenez 78' | Kadriorg, Tallinn diváci: 1 600 |

| 2. září 2000                                                            |          |                                                                              |                                       |
| Andorra                                                                 | 2 – 3    | Kypr                                                                         | Comunal, Andorra la Vella diváci: 600 |
| Justo Ruiz 16' Emiliano González 45' Ildefons Lima 52' Jordi Escura 90' | (Report) | Michalis Konstantinou 25' (pen.) 90' Marios Agathokleous 77' Akis Ioakim 79' | Comunal, Andorra la Vella diváci: 600 |

| 2. září 2000                                   |          |                                    |                                           |
| Nizozemsko                                     | 2 – 2    | Irsko                              | Amsterdam Arena, Amsterdam diváci: 45 000 |
| Jeffrey Talan 71' Giovanni van Bronckhorst 84' | (Report) | Robbie Keane 21' Jason McAteer 65' | Amsterdam Arena, Amsterdam diváci: 45 000 |

| 3. září 2000                                        |          |                                                                      |                                 |
| Estonsko                                            | 1 – 3    | Portugalsko                                                          | Kadriorg, Tallinn diváci: 4 700 |
| Urmas Rooba 60' Andres Oper 83' Kristen Viikmäe 86' | (Report) | Rui Costa 15' Luís Figo 49' Fernando Nélson 54' Ricardo Sá Pinto 57' | Kadriorg, Tallinn diváci: 4 700 |

| 7. října 2000                         |          |                                                                   |                                       |
| Andorra                               | 1 – 2    | Estonsko                                                          | Comunal, Andorra la Vella diváci: 650 |
| Antoni Lima Solá 89' Justo Ruiz 90+1' | (Report) | Martin Reim 55' Andres Oper 65' Kert Haavistu 81' Urmas Rooba 90' | Comunal, Andorra la Vella diváci: 650 |

| 7. října 2000                                    |          | |                                         |
| Kypr                                             | 0 – 4    | Nizozemsko | Stadium Neo GSP, Nikósie diváci: 10 250 |
| Marios Agathokleous 78' Panayiotis Engomitis 78' | (Report) | Edgar Davids 23' Giovanni van Bronckhorst 35' Clarence Seedorf 69' 70' 78' Marc Overmars 82' Patrick Kluivert 90' | Stadium Neo GSP, Nikósie diváci: 10 250 |

| 7. října 2000                                              |          |                                                                   |                                                      |
| Portugalsko                                                | 1 – 1    | Irsko                                                             | Olahraga Lisabon dan Benfica, Lisabon diváci: 43 500 |
| Fernando Couto 15' Sérgio Conceição 57' Dimas Teixeira 81' | (Report) | Robbie Keane 65' Jason McAteer 68' Matt Holland 73' Roy Keane 80' | Olahraga Lisabon dan Benfica, Lisabon diváci: 43 500 |

| 11. října 2000                   |          |          |                                       |
| Irsko                            | 2 – 0    | Estonsko | Lansdowne Road, Dublin diváci: 34 962 |
| Mark Kinsella 25' Gary Breen 51' | (Report) |          | Lansdowne Road, Dublin diváci: 34 962 |

| 11. října 2000       |          |                                  |                                   |
| Nizozemsko           | 0 – 2    | Portugalsko                      | De Kuip, Rotterdam diváci: 44 620 |
| Michael Reiziger 66' | (Report) | Sérgio Conceição 11' Pauleta 44' | De Kuip, Rotterdam diváci: 44 620 |

| 15. listopadu 2000 |          |                    |                                               |
| Kypr | 5 – 0    | Andorra            | Pusat Atletik Tsirion, Limassol diváci: 1 193 |
| Ioannis Okkas 10' 18' 25' Marios Charalambous 26' Marios Agathokleous 43' Marios Christodoulou 73' Petros Konnafis 73' Milenko Spoljaric 90' (pen.) | (Report) | Manolo Jiménez 84' | Pusat Atletik Tsirion, Limassol diváci: 1 193 |

| 28. února 2001               |          |                  |                                  |
| Portugalsko                  | 3 – 0    | Andorra          | Barreiros, Funchal diváci: 9 000 |
| Luís Figo 1' 49' Pauleta 36' | (Report) | Marc Bernaus 79' | Barreiros, Funchal diváci: 9 000 |

| 24. března 2001        |          |                                                                     |                                        |
| Kypr                   | 0 – 4    | Irsko                                                               | Stadium Neo GSP, Nikósie diváci: 8 854 |
| Georgios Theodotou 42' | (Report) | Roy Keane 32' 88' Ian Harte 42' Kenny Cunningham 58' Gary Kelly 80' | Stadium Neo GSP, Nikósie diváci: 8 854 |

| 24. března 2001                                     |          | |                                     |
| Andorra                                             | 0 – 5    | Nizozemsko | Stdn. Mini, Barcelona diváci: 3 823 |
| Francesc Javier Ramirez Palomo 25' Juli Sánchez 56' | (Report) | Patrick Kluivert 9' Jimmy Floyd Hasselbaink 36' Jaap Stam 44' Pierre van Hooijdonk 61' 70' Mark van Bommel 84' | Stdn. Mini, Barcelona diváci: 3 823 |

| 28. března 2001                                                              |          |                                                  |                                     |
| Andorra                                                                      | 0 – 3    | Irsko                                            | Stdn. Mini, Barcelona diváci: 5 000 |
| Jesús Julián Lucendo Heredia 6' Óscar Sonejee 23' Alfonso Sánchez Míguez 33' | (Report) | Ian Harte 33' Kevin Kilbane 76' Matt Holland 80' | Stdn. Mini, Barcelona diváci: 5 000 |

| 28. března 2001                                                                            |          |                                                        |                                               |
| Kypr                                                                                       | 2 – 2    | Estonsko                                               | Pusat Atletik Tsirion, Limassol diváci: 3 000 |
| Michalis Konstantinou 22' 47' Ioannis Okkas 64' Giorgos Theodotou 70' Akis Ioakim 84', 90' | (Report) | Andrei Stepanov 73' Marko Kristal 76' Raio Piiroja 78' | Pusat Atletik Tsirion, Limassol diváci: 3 000 |

| 28. března 2001                                                             |          | |                                     |
| Portugalsko                                                                 | 2 – 2    | Nizozemsko | Stadium Antas, Porto diváci: 42 164 |
| Quim 18' Carlos de Oliveira Magalhães 42' Pauleta 83' Luís Figo 90+3' 90+3' | (Report) | Jimmy Floyd Hasselbaink 18' Jaap Stam 24' Phillip Cocu 36' Edgar Davids 38' Patrick Kluivert 48' Mark van Bommel 50' Michael Reiziger 68' | Stadium Antas, Porto diváci: 42 164 |

| 25. dubna 2001                                         |          |                                                       |                                       |
| Irsko                                                  | 3 – 1    | Andorra                                               | Lansdowne Road, Dublin diváci: 35 000 |
| Mark Kinsella 22' 36' Kevin Kilbane 33' Gary Breen 73' | (Report) | Ildefons Lima 31' Josep Garcia 56' Manolo Jiménez 66' | Lansdowne Road, Dublin diváci: 35 000 |

| 25. dubna 2001                                                                                               |          |                                              |                                   |
| Nizozemsko                                                                                                   | 4 – 0    | Kypr                                         | Philips, Eindhoven diváci: 31 000 |
| Jimmy Floyd Hasselbaink 29' Marc Overmars 35' Patrick Kluivert 44' Ruud van Nistelrooy 81' Victor Sikora 86' | (Report) | Petros Konnafis 23' Panayiotis Engomitis 44' | Philips, Eindhoven diváci: 31 000 |

| 2. června 2001                      |          |                                                     |                                       |
| Irsko                               | 1 – 1    | Portugalsko                                         | Lansdowne Road, Dublin diváci: 35 000 |
| Richard Dunne 14' Roy Keane 45' 68' | (Report) | Petit 52' Rui Jorge 61' Litos 67' Luis Figo 78' 82' | Lansdowne Road, Dublin diváci: 35 000 |

| 2. června 2001                          |          |                                                                                                  |                                  |
| Estonsko                                | 2 – 4    | Nizozemsko                                                                                       | Lilleküla, Tallinn diváci: 9 323 |
| Andres Oper 65' Indrek Zelinski 75' 78' | (Report) | Pierre van Hooijdonk 76' Raio Piiroja 78' (vl.) Ruud van Nistelrooy 86' 90' Patrick Kluivert 89' | Lilleküla, Tallinn diváci: 9 323 |

| 6. června 2001    |          |                                   |                                  |
| Estonsko          | 0 – 2    | Irsko                             | Lilleküla, Tallinn diváci: 8 000 |
| Marko Kristal 83' | (Report) | Richard Dunne 8' Matt Holland 38' | Lilleküla, Tallinn diváci: 8 000 |

| 6. června 2001                                           |          |      |                                       |
| Portugalsko                                              | 6 – 0    | Kypr | Jose Alvalade, Lisabon diváci: 34 500 |
| Pauleta 36' 70' Pedro Barbosa 55' 60' Joao Pinto 76' 81' | (Report) |      | Jose Alvalade, Lisabon diváci: 34 500 |

| 15. srpna 2001                                              |          |                                                                                             |                                  |
| Estonsko                                                    | 2 – 2    | Kypr                                                                                        | Lilleküla, Tallinn diváci: 5 000 |
| Andres Oper 12' Indrek Zelinski 51' Jevgeni Novikov 64' 86' | (Report) | Michalis Konstantinou 39' 69' Petros Konnafis 64' Nicolas Georgiou 70' Andreas Petridis 88' | Lilleküla, Tallinn diváci: 5 000 |

| 1. září 2001                                 |          |                                                                                |                                       |
| Irsko                                        | 1 – 0    | Nizozemsko                                                                     | Lansdowne Road, Dublin diváci: 35 400 |
| Gary Oliver Kelly 38', 58' Jason McAteer 68' | (Report) | Kevin Hofland 13' Boudewijn Zenden 23' Mario Melchiot 66' Patrick Kluivert 81' | Lansdowne Road, Dublin diváci: 35 400 |

| 1. září 2001 |          |                                                                           |                                      |
| Andorra | 1 – 7    | Portugalsko                                                               | Camp d'Esports, Lleida diváci: 4 876 |
| Antoni Lima Solá 17' Jesús Julián Lucendo Heredia 31' Roberto Jonas Alonso Martínez 42' Juli Sánchez 53' Francesc Javier Ramirez Palomo 57' | (Report) | Nuno Gomes 36' 40' 45' 90' Pauleta 39' Rui Jorge 45' Sérgio Conceição 58' | Camp d'Esports, Lleida diváci: 4 876 |

| 5. září 2001                                                                          |          |          |                                   |
| Nizozemsko                                                                            | 5 – 0    | Estonsko | Philips, Eindhoven diváci: 28 500 |
| Boudewijn Zenden 16' Mark van Bommel 26' 39' Phillip Cocu 32' Ruud van Nistelrooy 43' | (Report) |          | Philips, Eindhoven diváci: 28 500 |

| 5. září 2001                                                                                   |          |                                                                 |                                                     |
| Kypr                                                                                           | 1 – 3    | Portugalsko                                                     | Stadium Antonis Papadopoulos, Larnaka diváci: 2 878 |
| Nikolas Georgiou 22' Michalis Konstantinou 25' Marios Charalambous 43' Marios Agathokleous 81' | (Report) | Jorge Costa 21' Nuno Gomes 48' Pauleta 64' Sérgio Conceição 71' | Stadium Antonis Papadopoulos, Larnaka diváci: 2 878 |

| 6. října 2001                                                      |          |                                                    |                                                      |
| Portugalsko                                                        | 5 – 0    | Estonsko                                           | Olahraga Lisabon dan Benfica, Lisabon diváci: 77 000 |
| João Vieira Pinto 30' Nuno Gomes 50' 65' Pauleta 59' Luís Figo 80' | (Report) | Andres Oper 33' Andrei Stepanov 53' Teet Allas 74' | Olahraga Lisabon dan Benfica, Lisabon diváci: 77 000 |

| 6. října 2001                                                 |          |                                           |                                       |
| Irsko                                                         | 4 – 0    | Kypr                                      | Lansdowne Road, Dublin diváci: 35 000 |
| Ian Harte 3' Niall Quinn 11' David Connolly 63' Roy Keane 67' | (Report) | Ioannis Okkas 69' Vassos Melanarkitis 71' | Lansdowne Road, Dublin diváci: 35 000 |

| 6. října 2001                                                                       |          |                |                                  |
| Nizozemsko                                                                          | 4 – 0    | Andorra        | Gelredome, Arnhem diváci: 20 000 |
| Pierre van Hooijdonk 3' (pen.) Ruud van Nistelrooy 40' 53' 89' Clarence Seedorf 45' | (Report) | Justo Ruiz 42' | Gelredome, Arnhem diváci: 20 000 |